# Les Enfants oubliés
Singles de Gilbert Bécaud
Mes mains
Les Enfants oubliés est une chanson écrite par Louis Amade et composée par Gilbert Bécaud, créée en 1954.

## Historique
La chanson figure sur le deuxième album de Gilbert Bécaud.
Publiée en 45 tours (7 GF 202) en France et en 78 tours au Canada (ANG C52.023) en 1955, elle s'impose quelques années plus tard comme un classique des chants de Noël au Québec. Elle est reprise par Normand Carpentier et Marc Legrand en 1960, par Ginette Reno en 1967, par René Simard en 1971, par Renée Martel en 1976, par Céline Dion en 1981, par la famille Daraîche en 1991, par Patrick Norman en 1992,  Raymond Berthiaume en 2000, par Bruno Pelletier en 2003, par Mario Pelchat en 2009 et par Maxime Landry en 2013.